# Řecko na Letních olympijských hrách 1912
Řecko se účastnilo Letní olympiády 1912 ve švédském Stockholmu. Zastupovalo ho 22 mužů v 5 sportech.

## Medailisté
| Medaile | Jméno                    | Sport    | Soutěž                   |
| ------- | ------------------------ | -------- | ------------------------ |
| Zlato   | Konstantinos Tsiklitiras | Atletika | Muži skok daleký z místa |
| Bronz   | Konstantinos Tsiklitiras | Atletika | Muži skok vysoký z místa |